# سیارک ۵۴۴۷
سیارک ۵۴۴۷ (به انگلیسی: 5447 Lallement، نامگذاری:1991PO14) پنج هزار و چهارصد و چهل و هفتمین سیارک کشف شده‌است که در ۶ اوت ۱۹۹۱ کشف شد.
قدر مطلق سیارک برابر ۱۲٫۱۰ است.